# Robledo del Mazo
Robledo del Mazo és un municipi de la província de Toledo a la comunitat autònoma de Castella-La Manxa. Inclou les pedanies de Las Hunfrías, Robledillo, Navaltoril i Piedraescrita.